# Vid din sida (sång)
Vid din sida är en sång skriven av Ingvar Hellberg. Den spelades in av Sven-Ingvars, och utgavs på singel runt november 1966.
Den låg också på Svensktoppen i 15 veckor under perioden 5 november 1966-25 februari 1967.

## Listplaceringar
| Lista (1966-1967) | Topplacering |
| ----------------- | ------------ |
| Norge             | 3            |

### Fotnoter
1. ↑  ”Vid din sida”. Discogs. 26 februari 1966. http://www.discogs.com/Sven-Ingvars-Vid-Din-Sida/release/1420721. Läst 8 juni 2013.
2. ↑  ”Vid din sida”. Svensk mediedatabas. 26 februari 1966. http://smdb.kb.se/catalog/id/001469635. Läst 8 juni 2013.
3. ↑  ”Svensktoppen”. Sveriges Radio. 26 februari 1966. http://sverigesradio.se/diverse/appdata/isidor/files/2023/3464.txt. Läst 8 juni 2013.
4. ↑  ”Svensktoppen”. Sveriges Radio. 26 februari 1967. http://sverigesradio.se/diverse/appdata/isidor/files/2023/3466.txt. Läst 8 juni 2013.
5. ↑  ”Vid din sida”. Norwegiancharts. 1966-1967. http://norwegiancharts.com/showitem.asp?interpret=Sven-Ingvars&titel=Vid+din+sida&cat=s. Läst 8 juni 2013.